# 鞆の浦慕情
「鞆の浦慕情」（とものうらぼじょう）は、日本の女性アイドル・演歌歌手である岩佐美咲の楽曲。楽曲は秋元康により作詞、宮島律子により作曲されている。2014年1月8日に岩佐の3作目のシングルとして徳間ジャパンコミュニケーションズから発売された。

## リリースと背景
楽曲のシングルCDは初回限定盤、通常盤の2種類がリリースされた。初回限定盤にはDVDが付属している。CDの収録曲およびジャケットは初回限定盤と通常盤で異なっている。特典として、初回限定盤および通常盤の初回生産分にはスペシャル応募特典応募券および生写真（全5種のうちランダムで1種）の2点が封入されている。
シングルのカップリング曲には前作「もしも私が空に住んでいたら」に引き続き、AKB48の楽曲を演歌バージョンにして収録されており、本作では「恋するフォーチュンクッキー」である。
また、初回限定盤と通常盤の3曲目には、それぞれ『リクエスト・カバーズ』時に13位で収録出来なかった「異邦人」、1位となった「赤いスイートピー」が収録されている。

## 歌詞
徳間ジャパンによると、演歌らしさを強く打ち出すため、秋元康が港や海を歌詞のテーマに設定、『崖の上のポニョ』のモデルとされ、『ウルヴァリン』のロケなどで知られ、「趣のある港町の風景が曲のイメージに合っている」として広島県福山市の鞆の浦が選ばれた。
楽曲のミュージック・ビデオは2013年11月22日、岩佐が鞆の浦を訪れ、国史跡・対潮楼や弁天島などで撮影された。歌詞に合わせて仙酔島や常夜灯が登場する。

## イベント・特典
発売記念イベントは、2014年1月7日に東京都豊島区（池袋）、同月8日は名古屋市、同月9日は大阪府岸和田市、同月10日は広島市、同月11日は北九州市若松区、同月12日は熊本県宇城市でそれぞれ開催された。

## チャート成績
2014年1月20日付のオリコン週間シングルチャートで、自身初の首位を獲得した。演歌歌手による首位獲得は、氷川きよしの「ときめきのルンバ」以来約4年5か月ぶり、10代の演歌歌手に限ると城之内早苗の「あじさい橋」以来約27年7か月ぶりとなった。TOP10入りはデビューから3作連続となり、演歌歌手によるデビューから3作連続でのTOP10入りは中条きよしが「理由」で達成して以来約39年3か月ぶり、女性演歌歌手に限ると森昌子が「中学三年生」で達成して以来約40年11か月ぶりとなった。また、AKB48からソロデビューした歌手による首位獲得は岩佐が5人目となった。初動売上は11,928枚であった。

## 付記
本楽曲が縁で、岩佐は福山市から「福山・鞆の浦応援特別大使」に任命されている。
2014年2月22日から福山駅と鞆の浦を結ぶ路線バスを運行している鞆鉄道（トモテツバス）において、ラッピングバス「鞆の浦わさみんバス」を運行している。バス車内には岩佐の直筆サインや写真を展示しており、福山駅前停車中と運行中には、岩佐の特別アナウンスと当楽曲が放送されるほか、同年3月1日からは記念乗車券も発売されている。

## シングル収録トラック

### 初回限定盤
| #  | タイトル                                                     | 作詞       | 作曲       | 編曲           | 時間 |
| -- | ------------------------------------------------------------ | ---------- | ---------- | -------------- | ---- |
| 1. | 「鞆の浦慕情」                                               | 秋元康     | 宮島律子   | 野中“まさ”雄一 | 3:58 |
| 2. | 「恋するフォーチュンクッキー〈演歌バージョン〉」             | 秋元康     | 伊藤心太郎 | 増田武史       | 4:04 |
| 3. | 「異邦人」                                                   | 久保田早紀 | 久保田早紀 | 萩田光雄       | 3:48 |
| 4. | 「鞆の浦慕情（カラオケ）」                                   |            |            |                |      |
| 5. | 「恋するフォーチュンクッキー〈演歌バージョン〉（カラオケ）」 |            |            |                |      |
| 6. | 「異邦人（カラオケ）」                                       |            |            |                |      |

| #  | タイトル                                                  | 作詞 | 作曲・編曲 |
| -- | --------------------------------------------------------- | ---- | ---------- |
| 1. | 「鞆の浦慕情 MUSIC VIDEO」                                |      |            |
| 2. | 「恋するフォーチュンクッキー〈演歌バージョン〉 特典映像」 |      |            |
| 3. | 「鞆の浦慕情 MAKING VIDEO」                               |      |            |

### 通常盤
| #  | タイトル                                                     | 作詞   | 作曲       | 編曲           | 時間 |
| -- | ------------------------------------------------------------ | ------ | ---------- | -------------- | ---- |
| 1. | 「鞆の浦慕情」                                               | 秋元康 | 宮島律子   | 野中“まさ”雄一 |      |
| 2. | 「恋するフォーチュンクッキー〈演歌バージョン〉」             | 秋元康 | 伊藤心太郎 | 増田武史       |      |
| 3. | 「赤いスイートピー」                                         | 松本隆 | 呉田軽穂   | 佐々木裕       | 3:40 |
| 4. | 「鞆の浦慕情（カラオケ）」                                   |        |            |                |      |
| 5. | 「恋するフォーチュンクッキー〈演歌バージョン〉（カラオケ）」 |        |            |                |      |
| 6. | 「赤いスイートピー（カラオケ）」                             |        |            |                |      |